# Carl Gyllenhöök
Carl Gyllenhöök, tidigare Höök, född 1686, död 19 november 1731, var en svensk ämbetsman.

## Biografi
Carl Gyllenhöök föddes 1686. Han var son till Per Gyllenhöök och Regina Elbfas. Gyllenhöök studerade vid Uppsala universitet och blev auskultant i Göta hovrätt. Han blev 22 september 1704 kopist i lagkommissionen och 1 september 1710 häradshövding i Dals härad, vilket han tog avsked ifrån 1729. Gyllenhöök avled 1731.

### Familj
Gyllenhöök gifte sig 12 januari 1709 i Stockholm med Margareta Lagermarck (1685–1748). Hon var dotter till kammarrådet Johan Lagermarck och Margareta Snack. De fick tillsammans barnen Margareta Regina Gyllenhöök (1709–1711), Johan Magnus Gyllenhöök (född 1711), Peter Vilhelm Gyllenhöök (född 1713), kammarherren Carl Gustaf Gyllenhöök (1715–1749), Axel Gyllenhöök (född 1717), kommendör Johan Magnus Gyllenhöök (1718–1792) vid amiralitetet, Fredrik Gyllenhöök (född 1719), Alarik Otto Gyllenhöök (1720–1747), Fredrik Adam Gyllenhöök (1725–1765), Anna Maria Gyllenhöök (1726–1799) som var gift med landshövdingen Fredrik Ulrik Reenstierna och Peter Gyllenhöök (1728–1728).